# Saint-Georges-de-Montaigu
Saint-Georges-de-Montaigu è un comune francese di 3 872 abitanti situato nel dipartimento della Vandea nella regione dei Paesi della Loira.

## Società

### Evoluzione demografica
Abitanti censiti